# Velocio-SRAM/Saison 2015

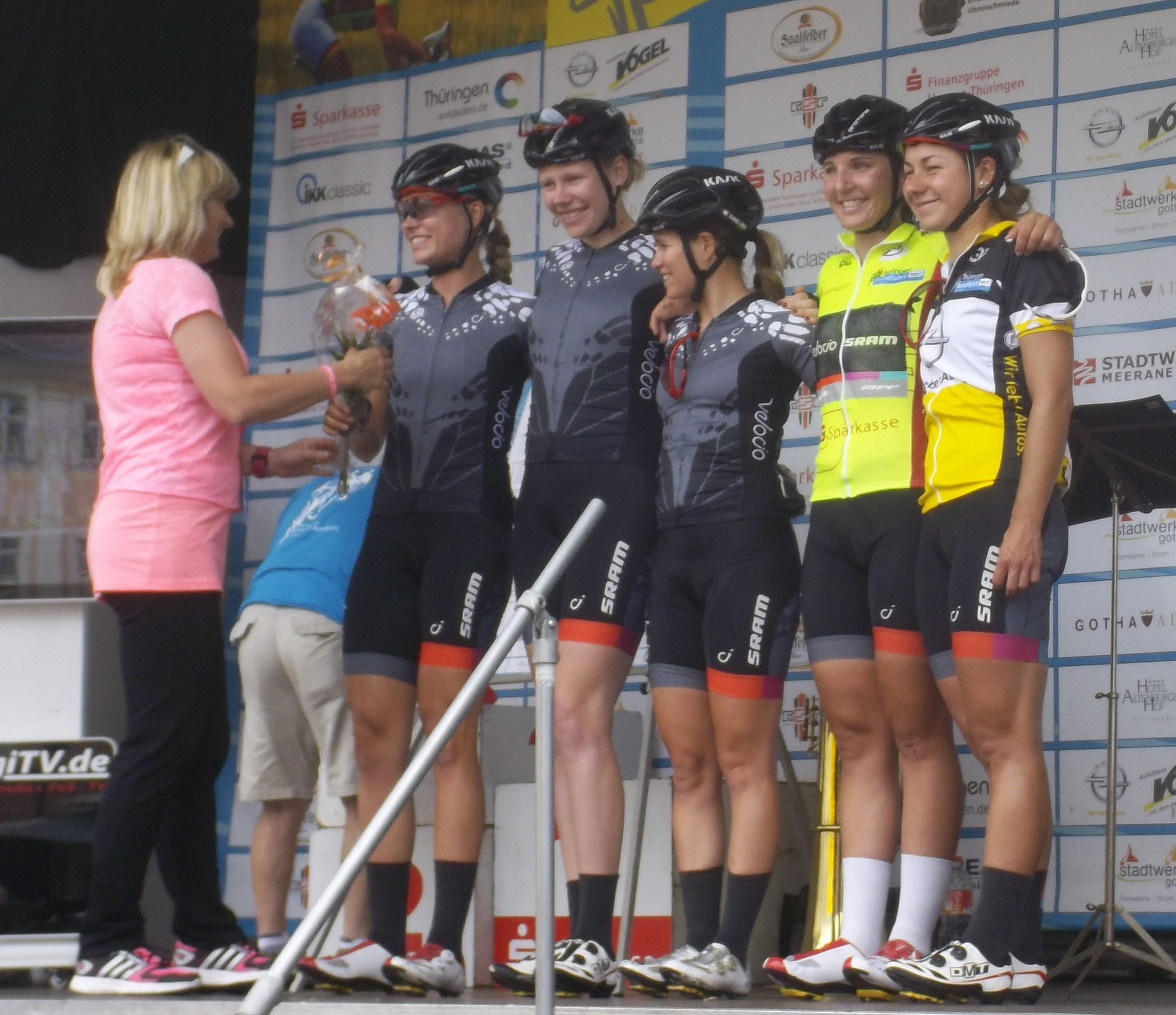
Team Velocio-SRAM, Thüringen Rundfahrt, 19. Juli 2015

Dieser Artikel listet den Kader und die Erfolge des Radsportteams Velocio-SRAM in der Saison 2015 auf.

## Team
| Name              | Geburtstag         | Nationalität       |
| ----------------- | ------------------ | ------------------ |
| Alena Amjaljussik | 6. Februar 1989    | Belarus            |
| Lisa Brennauer    | 8. Juni 1988       | Deutschland        |
| Karol-Ann Canuel  | 18. April 1988     | Kanada             |
| Tiffany Cromwell  | 6. Juli 1988       | Australien         |
| Élise Delzenne    | 28. Januar 1989    | Frankreich         |
| Barbara Guarischi | 10. Februar 1990   | Italien            |
| Mieke Kröger      | 18. Juli 1993      | Deutschland        |
| Loren Rowney      | 14. Oktober 1988   | Australien         |
| Tayler Wiles      | 20. Juli 1980      | Vereinigte Staaten |
| Trixi Worrack     | 28. September 1981 | Deutschland        |

## Erfolge
Straße
| Datum         | Rennen                                             | Kat. | Siegerin          |
| ------------- | -------------------------------------------------- | ---- | ----------------- |
| 10. April     | 2a. Etappe Energiewacht Tour (MZF)                 | 2.2  | Velocio-SRAM      |
| 12. April     | Gesamtwertung Energiewacht Tour                    | 2.2  | Lisa Brennauer    |
| 26. April     | Dwars door de Westhoek                             | 1.1  | Élise Delzenne    |
| 30. April     | 1. Etappe Gracia Orlová                            | 2.2  | Alena Amjaljussik |
| 2. Mai        | 3. Etappe Gracia Orlová                            | 2.2  | Lisa Brennauer    |
| 2. Mai        | 4. Etappe Gracia Orlová                            | 2.2  | Karol-Ann Canuel  |
| 3. Mai        | 5. Etappe Gracia Orlová                            | 2.2  | Elise Delzenne    |
| 3. Mai        | Gesamtwertung Gracia Orlová                        | 2.2  | Alena Amjaljussik |
| 10. Mai       | Gesamtwertung Kalifornien-Rundfahrt                | 2.1  | Trixi Worrack     |
| 31. Mai       | Winston-Salem Cycling Classic                      | 1.2  | Alena Amjaljussik |
| 20. Juni      | 4. Etappe Aviva Women’s Tour                       | 2.1  | Lisa Brennauer    |
| 21. Juni      | Gesamtwertung Aviva Women’s Tour                   | 2.1  | Lisa Brennauer    |
| 25. Juni      | Kanadische Meisterschaft – Einzelzeitfahren        | CN   | Karol-Ann Canuel  |
| 26. Juni      | Belarussische Meisterschaft – Einzelzeitfahren     | CN   | Alena Amjaljussik |
| 26. Juni      | Deutsche Meisterschaft – Einzelzeitfahren          | CN   | Mieke Kröger      |
| 28. Juni      | Deutsche Meisterschaft – Straßenrennen             | CN   | Trixi Worrack     |
| 28. Juni      | Belarussische Meisterschaft – Straßenrennen        | CN   | Alena Amjaljussik |
| 4. Juli       | 1. Etappe Giro d’Italia Femminile                  | 2.1  | Barbara Guarischi |
| 17. Juli      | 1. Etappe Internationale Thüringen Rundfahrt       | 2.1  | Lisa Brennauer    |
| 19. Juli      | 3. Etappe Internationale Thüringen Rundfahrt (EZF) | 2.1  | Lisa Brennauer    |
| 23. Juli      | 7. Etappe Internationale Thüringen Rundfahrt       | 2.1  | Karol-Ann Canuel  |
| 2. August     | Sparkassen Giro Bochum                             | CDM  | Barbara Guarischi |
| 4. September  | 4. Etappe Boels Rental Ladies Tour (EZF)           | 2.1  | Lisa Brennauer    |
| 5. September  | 5. Etappe Boels Rental Ladies Tour                 | 2.1  | Lisa Brennauer    |
| 20. September | Weltmeisterschaften Teamzeitfahren                 | CM   | Velocio-SRAM      |

Bahn
| Datum    | Rennen                                          | Siegerin     |
| -------- | ----------------------------------------------- | ------------ |
| 11. Juni | Deutsche Meisterschaft Einzelverfolgung, Berlin | Mieke Kröger |